# جون مكدونالد (لاعب كريكت)
جون مكدونالد (7 أبريل 1931 في نيوزيلندا - ) (بالإنجليزية: John McDonald)‏ هو لاعب كريكت نيوزلندي.

## وصلات خارجية
- جون مكدونالد على موقع إي آس بي آن كريك إنفو (الإنجليزية)